# George Francis Hampson
Sir George Francis Hampson, 10de baronet van de Hampson Baronetcy (14 januari 1860 - 15 oktober 1936) was een Brits entomoloog.
Hampson studeerde aan Charterhouse School en Exeter College, Oxford. Hij reisde naar India om een thee-planter te worden in de Nilgiri-heuvels in de provincie Madras (nu Tamil Nadu), waar hij geïnteresseerd werd in vlinders. Toen hij terugkeerde naar Engeland werd hij vrijwilliger bij het Natural History Museum waar hij The Lepidoptera of the Nilgiri District (1891) en The Lepidoptera Heterocera of Ceylon (1893) schreef als boekdelen 8 en 9 van Illustrations of Typical Specimens of Lepidoptera Heterocera of the British Museum. Hij begon vervolgens te werken aan The Fauna of British India, Including Ceylon and Burma. Moths (4 vols 1892-1896).
Albert Günther bood hem in maart 1895 een functie als assistent in het museum, en na het verwerven van zijn baronetschap in 1896, werd hij gepromoveerd tot waarnemend adjunct-conservator in 1901. Daarna werkte hij aan een Catalogue of the Lepidoptera Phalaenae in the British Museum (15 vols, 1898–1920).
Hij huwde op 1 juni 1893 Minnie Frances Clark-Kennedy en had drie kinderen.
- Biblioteca Nacional de España: XX1300689
- CiNii: DA04774350
- Gemeinsame Normdatei: 117494283
- International Standard Name Identifier: 0000 0000 8129 0820
- Library of Congress Control Number: nb2009023570
- Nederlandse Thesaurus van Auteursnamen: 156856085
- Istituto Centrale per il Catalogo Unico: TO0V447088
- SNAC: w6b58kpp
- Système universitaire de documentation: 148167179
- Virtual International Authority File: 50004375
- WorldCat: E39PBJfGV9fjrFqmRtdCvcRBT3